# La Légende dorée
La  Légende dorée (Legenda aurea en latin) est un ouvrage rédigé en latin entre 1261 et 1266 par Jacques de Voragine, dominicain et archevêque de Gênes, qui raconte la vie d'environ 150 saints ou groupes de saints, saintes et martyrs chrétiens, et, suivant les dates de l'année liturgique, certains événements de la vie du Christ et de la Vierge Marie.
Si la plupart des saints sont des martyrs de l'Empire romain païen, Jacques de Voragine narre aussi des vies datant de l'Antiquité tardive (saint Jérôme, saint Augustin...), du haut Moyen Âge (Léger, Lambert...), voire de siècles proches de la vie de l'auteur (saint Bernard de Clairvaux, saint François d'Assise, saint Dominique, saint Thomas de Cantorbéry...).
Pour le médiéviste Philippe Walter, une mythologie chrétienne s'est ainsi constituée, « construite sur les croyances païennes que le christianisme dut assimiler dans le but de les contrôler ». Cet ouvrage a en effet inspiré prédicateurs et hagiographes du Moyen Âge tandis que les artistes médiévaux ont puisé leurs thèmes iconographiques dans le Speculum majus de Vincent de Beauvais.

## Sources utilisées
Jacques de Voragine a puisé dans les textes classiques de la littérature religieuse du Moyen Âge ; leur bibliographie occupe presque trente pages de l'édition critique. On peut signaler en particulier les évangiles apocryphes de Jacques, de Nicodème, le Speculum historiale de Vincent de Beauvais, les œuvres des Pères latins Grégoire de Tours, saint Augustin, saint Jérôme et les Vitæ Patrum, Jean Cassien et de Pères grecs déjà traduits en latin comme saint Jean Chrysostome. Il s'est efforcé de ne pas recourir aux légendes de saints locaux.

## L'ouvrage

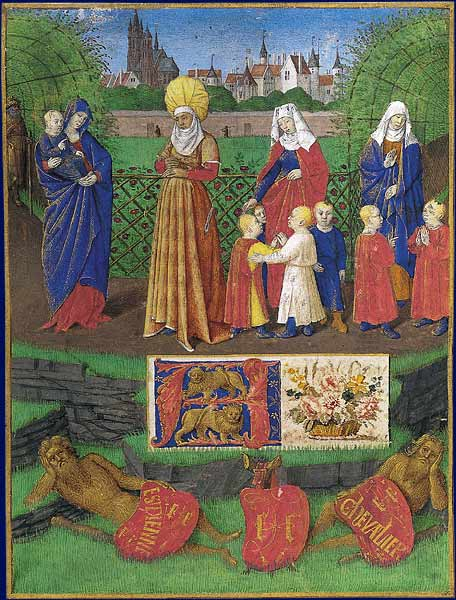
Sainte Anne et les trois Maries (enluminure par Jean Fouquet du Livre d'heures d'Étienne Chevalier, inspirée par la Légende dorée.

Initialement intitulée Legenda sanctorum alias Lombardica hystoria, qui signifie littéralement « Ce qui doit être lu des saints ou histoire de la Lombardie », cette œuvre est rapidement appelée Legenda aurea car son contenu, d'une grande valeur, est dit aussi précieux que l'or. Outre les vies de saints, environ 40 % de la Légende dorée est consacré aux explications des fêtes religieuses principales, qui renvoient à la vie du Christ.
Le livre est divisé en 5 parties et 178 chapitres, organisés à la fois selon l'ordre du calendrier liturgique (de l'Avent à la fin novembre) et des âges de la grâce ou du salut : temps de la rénovation (5 chapitres), le temps de la réconciliation et de la pérégrination (25 chapitres), le temps de la déviation (21 chapitres), le temps de la réconciliation (20 chapitres), le temps de la pérégrination (107 chapitres).
L'abrégé d'histoire de l'Europe qu'il donne, commençant au VIe siècle avec l'arrivée des Lombards, lui vaut également le nom d'Historia lombardica (« Histoire lombarde »).
Hauts en couleur, ces récits avaient pour vocation d'exalter la foi. Le véritable sujet de La Légende dorée est le combat que mène Dieu contre les esprits du Mal, s'exprimant notamment dans le courage des martyrs qui démontre finalement l'impuissance des persécuteurs. La Légende dorée est ainsi conçue comme un instrument de travail destiné aux prédicateurs, servant à la préparation de sermons. Elle fournit ainsi une collection de modèles de vie exemplaires, utiles pour émailler les prédications. Jacques de Voragine utilise également très souvent des raisonnements en plusieurs parties numérotées, destinées à convaincre ses lecteurs de la véracité des événements qu'il raconte.
Les vies de saints, et notamment des martyrs, utilisent régulièrement des schémas similaires, mettant en avant l'étape de la conversion, la modestie des saints (beaucoup, comme Augustin ou Martin, cherchent à éviter de devenir évêques), les miracles accomplis, avant ou après leur mort et, pour les martyrs, les tortures subies et qui sont sans effet jusqu'à la mort des saints. Il arrive aussi qu'elles ne soient que des prétextes pour parler d'autres sujets : ainsi la vie de saint Pélage, qui ne parle quasiment pas de lui, traite surtout des Lombards, des débuts de l'islam puis des Carolingiens et de l'Empire à partir de Charlemagne.
Si Jacques de Voragine reprend le plus souvent sans esprit critique les hagiographies de ses prédécesseurs et les événements qu'ils racontent, il lui arrive cependant de remettre en doute certains événements lorsqu'il lui en a plusieurs versions (pour la vie de Mahomet, par exemple) ou quand il lui semble qu'ils ne peuvent s'être déroulés comme le racontent les légendes du fait d'impossibilités chronologiques, liées par exemple à la succession des empereurs romains.

## Diffusion

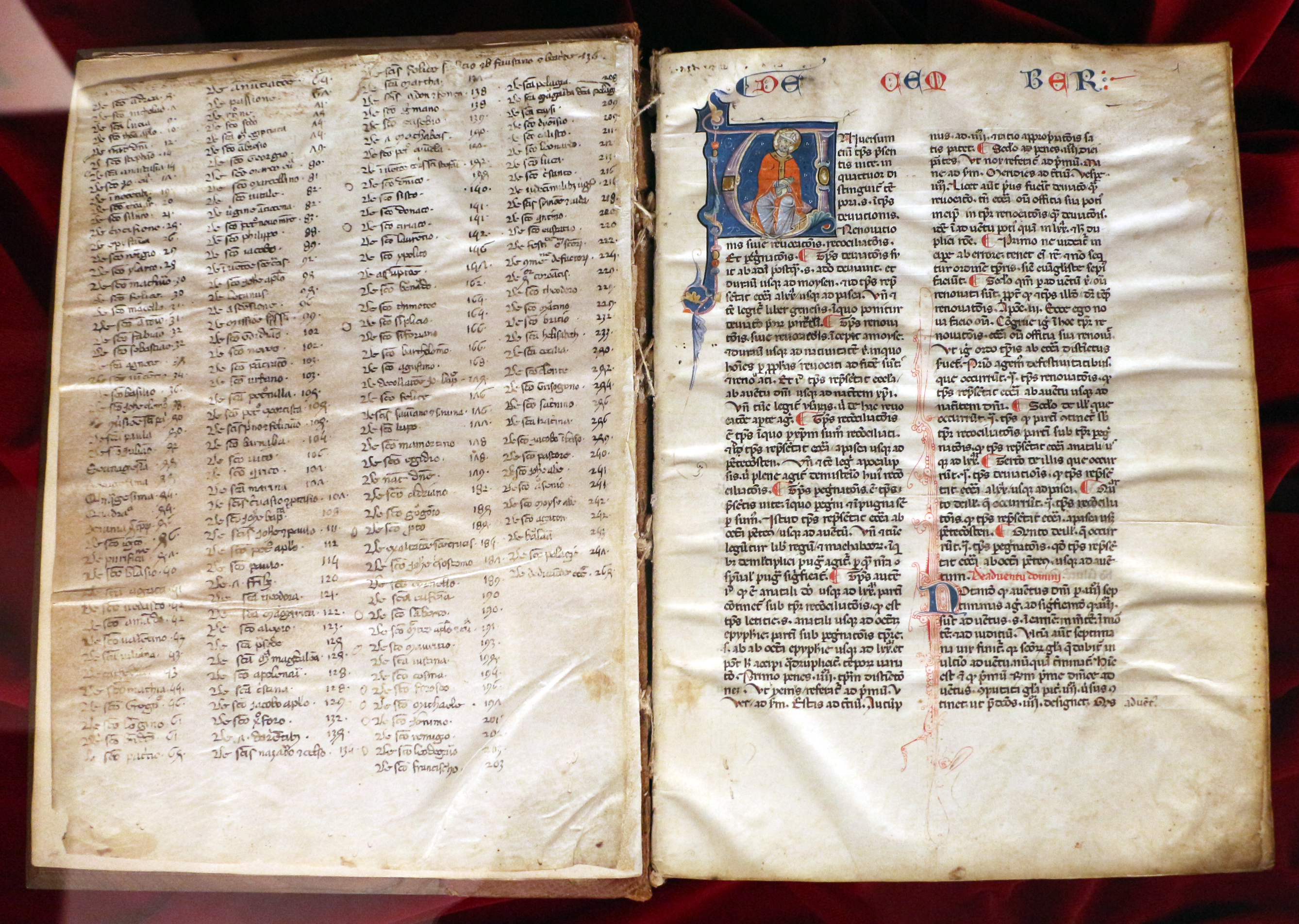
Jacques de Voragine, Legenda Aurea, manuscrit latin, vers 1290, Biblioteca Medicea Laurenziana, Florence

L'ouvrage connaît dès sa création, vers 1261-1266, un succès considérable. Le plus ancien manuscrit conservé, datant de 1282, se trouve aujourd'hui à la Bayerische Staatsbibliothek de Munich. Très rapidement, la Légende dorée devient, avec la Bible et le psautier, une des œuvres les plus lues, les plus copiées mais peut-être aussi les plus augmentées : aux XIVe et XVe siècles, il n'est pas rare d'en trouver des copies contenant pas moins de 400 histoires. On estime qu'il en existe plus de 1 000 manuscrits, du plus simple au plus enluminé. L'invention de l'imprimerie accroît encore sa diffusion. La Légende dorée est notamment le premier ouvrage imprimé en langue française, en 1476, à Lyon.
La popularité de la Légende dorée se mesure aussi par le nombre élevé de traductions dont l'œuvre a été l'objet. En français seulement, on dénombre au moins sept traductions différentes pour la seule période médiévale, dont la plus largement diffusée, celle de Jean de Vignay réalisée pour la reine Jeanne de Bourgogne. L'ouvrage fut aussi, dès le Moyen Âge, traduit en anglais, castillan, catalan, italien, néerlandais et en occitan.
Le culte des Trois Maries, par exemple, particulièrement développé en Bretagne sous l'influence de Pierre de Nantes qui fut successivement évêque de Léon, de Saint-Malo et de Rennes, provient de La Légende dorée.
Au XVIe siècle, la Légende dorée est critiquée par des érudits qui remettent en cause les critères d'évaluation des sources hagiographiques. Parmi eux se trouvent deux disciples d'Érasme, Georg Witzel, dont l'opinion figure dans la préface de son Hagiologium, et Juan Luis Vives qui expose ses raisons dans son De disciplinis. Ces critiques sont minimisées au sein de l'Ordre dominicain qui voue à Jacques de Voragine une vénération croissante en tant que dominicain et archevêque, et qui culmine avec sa béatification en 1815. La réhabilitation de la Légende dorée au XXe siècle est en partie due à Téodor de Wyzewa, dont la retraduction en français de 1901 a souvent été rééditée.

## Influence dans les arts visuels
La Légende dorée a influencé de manière très significative l'art depuis le Moyen Âge, et permit « bien souvent d'expliquer à elle seule la plupart des bas-reliefs d'une cathédrale » (Émile Mâle).
Des peintres comme Giotto, Simone Martini, Jan van Eyck, Fra Angelico, Masaccio, Piero della Francesca, Antonello de Messine, Andrea Mantegna, Hans Memling, Gérard David, et bien d'autres encore, puisent largement — directement ou indirectement — dans cette œuvre, mettant en scène la vie des saints.
L'œuvre a aussi inspiré la série de tapisseries des Scènes de la vie de la Vierge présentée dans la nef de la cathédrale Notre-Dame de Strasbourg.

## Quelques saints cités dans laLégende dorée

### Saints
- saint Abdon ; saint Adrien ; saint André ;saint Augustin ; saint Barthélémy ; saint Bernard ; saint Calixte ; saint Celse ; saint Christophe ; saint Côme et saint Damien ;  saint Corneille et saint Cyprien ; saint Crisant ; saint Cyriaque ; saint Denys ; saint Dominique ; saint Donat ; saint Étienne ; saint Eusèbe ;  saint Faustin ; saint Félix ; saint François d'Assise ;  saint Fursy ; saint Germain ; saint Gilles ; saint Gorgon ; saint Hippolyte ; saint Jean-Baptiste ; saint Jean Chrysostome ; saint Jérôme ; saint Lambert ; saint Laurent ; saint Léger ; saint Léonard ; saint Loup ; saint Luc ; saint Mamertin ; saint Matthieu ; saint Maurice ; saint Michel archange ; saint Nazaire ;  saint Pierre aux liens ; saint Prote et saint Hyacinthe ; saint Rémi ; saint Savinien ; saint Sennen ;  saint Simplice ; saint Sixte ; saint Symphorien ; saint Timothée et saint Apollinaire.

### Saintes
- sainte Agathe ; sainte Agnès ; sainte Anastasie ; sainte Apolline ; sainte Cécile ; sainte Christine ; sainte Daria ; sainte Dorothée ; sainte Euphémie ; sainte Julienne ; sainte Justine ; sainte Marguerite ; sainte Marie l’Égyptienne ; sainte Marthe ; sainte Pélagie ; sainte Sabine ; sainte Savine ; sainte Thaïs, Marine la Déguisée.

## Œuvre

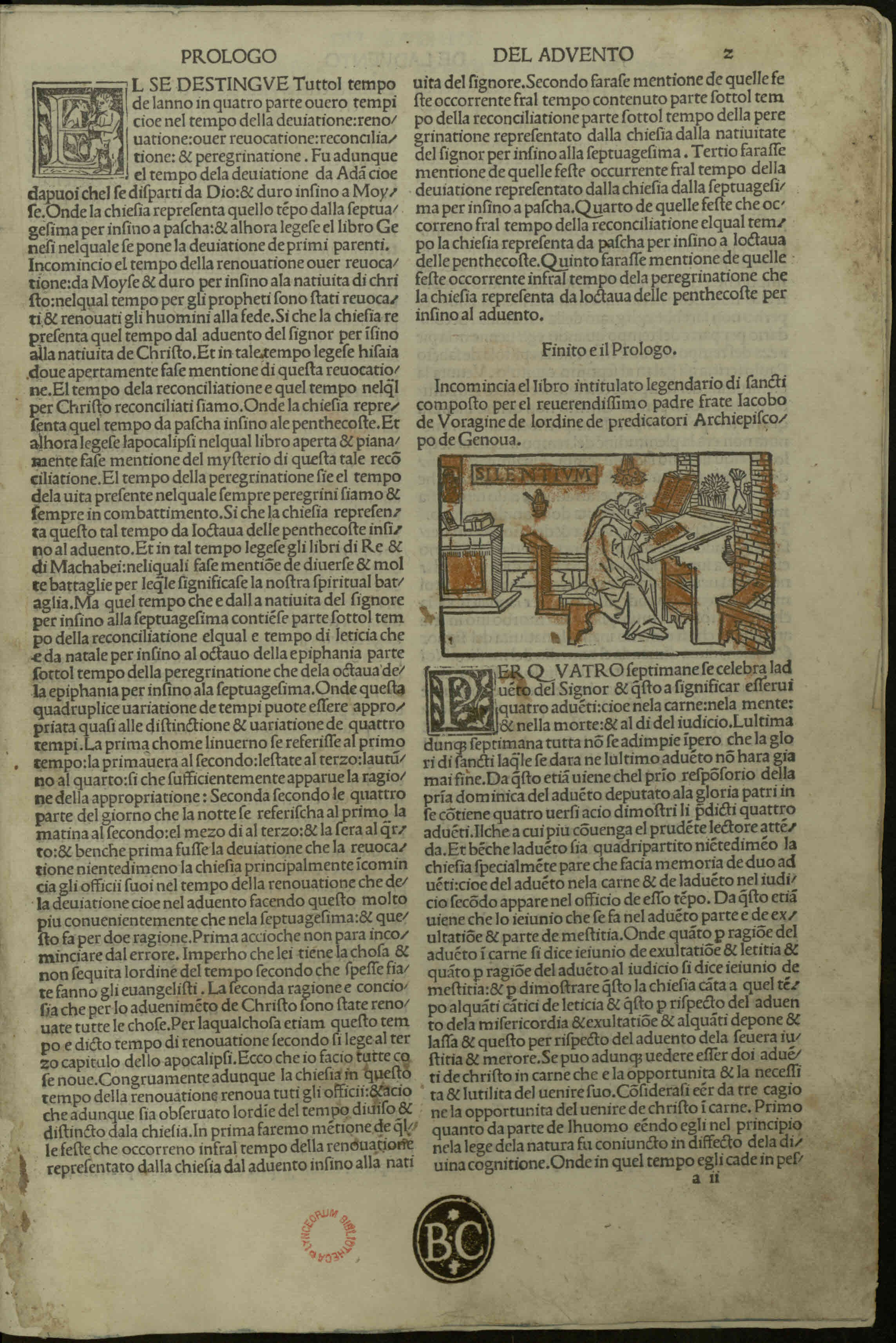
Legenda Aurea en italien, fin d'impression le 5 décembre 1499.

### Éditions imprimées latines
- Iacopo da Varazze, Legenda aurea. Édition critique (du texte latin) par Giovanni Paolo Maggioni, Firenze, Sismel - Ed. del Galluzzo, 1998 [accompagnée d'un CD-ROM avec version électronique].

### Quelques traductions en langues vulgaires
- 1476 (français) : Jacques de Voragine, La Légende dorée. Édition critique dans la révision de 1476 par Jean Batailler, d'après la traduction de Jean de Vignay (1333-1348), publiée par Brenda Dunn-Lardeau, Paris, Éditions Champion, 1997.
- 1483 (moyen anglais) : William Caxton, 1483, Edinburgh, reprint Temple Classics, 1900, en ligne sur le site de Paul Halsall, Internet History Sourcebooks Project, Fordham University [texte fortement interpolé, modifié et enrichi par rapport à la version originale de Jacques de Voragine].
- 1843 (français) : La Légende dorée par Jacques de Voragine, traduction de Pierre-Gustave Brunet (1843). Classiques Garnier, 2014.
- 1902 (français) : La Légende dorée de Jacques de Voragine, J.-B. M. Roze, 3 vol., Paris, Édouard Rouveyre, 1902 [Texte intégral traduit en français et numérisé ; édition historiquement dépassée.]
- 1911 (français) : Jacques de Voragine (trad. Teodor de Wyzeva), La Légende Dorée, traduite du latin d'après les plus anciens manuscrits, avec une introduction, des notes et un index, Paris, Librairie académique Perrin, 1911 (lire en ligne) [peu fidèle au latin].
- 2000 (français) : Jacques de Voragine, La Légende dorée, édition en deux volumes chez Diane de Selliers. Paris, septembre 2000, 349 & 324 p.  (ISBN 978-2-903656-47-8) très abondamment illustrée (près de 400 œuvres - fresques, polyptyques, retables, peintures sur bois - peintes essentiellement en Italie entre la parution du manuscrit vers 1260 et les premières versions imprimées vers 1470. Traduction du latin et introduction de Teodor Wyzewa.
- 2004 (français) : Jacques de Voragine, La Légende dorée, édition sous la direction d'Alain Boureau, Paris, éd. Gallimard, « Bibliothèque de la Pléiade », février 2004, 1664 p.  (ISBN 2 07 011417 1) [accompagnée de notes historiques explicatives et illustrée de gravures sur bois ; traduction établie à partir de l'édition critique du texte latin].

#### Bases de données et dictionnaires
- Ressource relative à la littérature :   - Archives de littérature du Moyen Âge
- Notices dans des dictionnaires ou encyclopédies généralistes :   - Britannica
  - Den Store Danske Encyklopædi
  - Gran Enciclopèdia Catalana
  - Internetowa encyklopedia PWN
  - Store norske leksikon
- Notices d'autorité :   - VIAF
  - BnF (données)
  - IdRef
  - LCCN
  - GND
  - Espagne
  - Israël
  - Canada
  - Australie
  - Tchéquie
  - Québec
  - Brésil
  - WorldCat